# 救いの順序
聖書に基づいた「救いの順序」(Ordo Salutis, Lt) は、神学上の大きな論争点であった。歴史的に見てプロテスタント内にも、その理解に関して二つの大きな流れがある。救いの秩序とも訳される。

## 改革派神学において
第一は、カルヴァン神学による「救いの順序」で、これを簡単に説明すると以下のようになる。
1. 人の救いは「神の選び」に始まる。この立場の神学者たちは、神の選びは神の絶対主権によるもので、人にはその選びの根拠・理由はわからないという。
2. 次に、神は人々に「福音の招き」を投げ掛ける。キリストによる救いの良き音信を宣べ伝えることによって、救いへと招くのである。
3. しかし、選ばれた人であっても、人はアダムの末裔として全的に堕落し、霊的に死んだ状態にあるので、神の招きに応答することができない。人はいわば「石」のようなものである。
4. 神は、予め選んだ人々に、福音の招きに応答できるように新しいいのちを与える。これによって人は初めて、神の招きに信仰をもって応答することができるようにされたのである。それゆえ信仰は神の賜物なのである。
5. 選ばれ、救いに定められた者が、キリストを信じ受け入れる時、その人は信仰によって義と認められる。罪を赦され、神の子として受け入れられたのである。
6. このようにして救われたクリスチャンは、死に至るまで徐々に聖なる者とされてゆく（聖化）が、彼らは永遠のいのちを与えられているので、その恵みの立場から脱落することは決してない。
7. やがて、キリストの再臨において、その肉体は、キリストの復活の体と同じからだへと栄化されて永遠に生きる。

## ウエスレアン・アルミニアン神学において
第二の大きな流れは、アルミニアン神学と呼ばれ、カルヴァンより後代のヤーコプ・アルミニウスによって、カルヴァン主義へのアンチテーゼとして提唱されたものである。
1. アルミニアン神学では「神の選び・予定」に先立って「神の予知」を説く。神は、誰が信じるようになるかを予め知って、その人々を救いへと選び、予定すると理解する。
2. 人は、すべてアダムの末裔として全的に堕落しているが、そのままの状態でこの地上に生を受けた者はいない。すべての人は、キリストの十字架上の死の恩沢によって、救いに先立つ恩寵を与えられており、その神の先行的恩寵によって、すくなくとも、神の福音の招きに対して応答する能力を備えている。 神の恩寵の必要はなく、人は生まれつき、そのような能力を有するとするのがペラギウス主義で、アルミニウス主義は、ペラギウスの立場とは異なった立場をとる。
3. 福音の招きに対して信仰の応答をする時、神はその信じる者をキリストにあって義と認め（立場的）、また、同時に聖霊のよる永遠のいのちを与えて新生（実質的）させる。新しいいのちに与った者は神の子とされ、神の家族・信仰の家族の一員として迎えられる。
4. クリスチャンは、確かに永遠のいのちに与っているが、これは生物学的ないのちと区別された神のいのち、キリストのいのちであって、「永遠」との語は、それが失われる可能性がないことを示唆しない。それは信仰、すなわち、信じ続けるという姿勢に条件づけられている。
5. 聖なるものとされたクリスチャンは、転機的な聖化の経験、漸進的な聖化の歩みを通して、なおきよくされ、キリストの花嫁として、天に相応しい者と整えられる。
6. やがて、キリストの再臨において、生きている者は、栄化を経験し、キリストにあって死んだ者は復活して、永遠の世界に到る。

このほかに、信仰とともに善行を救いのために必要とするローマ・カトリックの教えもあるが、プロテスタント諸教会では、善行は救いの結実であるとして、救いの条件としては認めていない。